# ピエール・ド・フェルマーにちなんで名付けられたものの一覧
以下は、フランスのアマチュア数学者ピエール・ド・フェルマーにちなんで名付けられたものの一覧（ピエール・ド・フェルマーにちなんでなづけられたもののいちらん）である。

## 一覧
- フェルマー・アポロニウスの円
- フェルマー＝カタラン予想
- フェルマー曲面（英語版）
- フェルマー曲線（英語版）
- フェルマー数
- フェルマー点
- 多角数定理
- en:Fermat polynomial
- フェルマーの素数判定法（英語版）
- フェルマー数学賞（英語版）
- フェルマー擬素数（英語版）
- フェルマーのクインティックスリーフォルド（英語版）
- フェルマー指数（英語版）
- フェルマーの差分商
- フェルマーの素因数分解法（英語版）
- フェルマーの最終定理
- フェルマーの小定理
- フェルマーの原理
- フェルマーの螺旋（英語版）
- フェルマーの定理 (停留点)（英語版）
- フェルマーの二平方定理
- en:Fermat theory
- フェルマー (小惑星)